# Phúc Thọ (huyện)
Phúc Thọ là một huyện ngoại thành phía tây thành phố Hà Nội, Việt Nam.

## Địa lý
Huyện Phúc Thọ nằm ở đồng bằng Bắc Bộ, cách trung tâm thành phố Hà Nội khoảng 35 km về phía tây. Huyện nằm bên bờ hữu ngạn của sông Hồng và sông Đáy; có vị trí địa lý:
- Phía tây giáp thị xã Sơn Tây
- Phía nam giáp huyện Thạch Thất và huyện Quốc Oai
- Phía đông giáp huyện Đan Phượng và huyện Hoài Đức với ranh giới là sông Đáy.
- Phía bắc giáp huyện Yên Lạc và huyện Vĩnh Tường thuộc tỉnh Vĩnh Phúc với ranh giới là sông Hồng

Tại các xã Vân Hà, Vân Nam, Vân Phúc, Hát Môn, Thanh Đa và Tam Thuấn xưa là vùng lòng hồ Vân Cốc có cửa sông Hát Môn. Sông Hát là tên cổ, ngày nay được gọi phổ biến là sông Đáy, lấy nước từ sông Hồng. Tại đây có Đập Đáy do người Pháp xây dựng năm 1934.
Diện tích tự nhiên của huyện là 117,3 km². Dân số năm 2021 là 196.000 người.

## Lịch sử
Thời thuộc Hán là đất huyện Mê Linh. Đời Lê Thánh Tông năm Quang Thuận thứ 10 (1469) đặt  làm huyện Phúc Lộc thuộc phủ Quốc Oai. Năm Cảnh Hưng thứ 3 (1742) cho thuộc vào phủ Quảng Oai. Đời Tây Sơn kiêng chữ Phúc (tránh chữ họ Nguyễn Phúc của các chúa Nguyễn), đổi thành huyện Phú Lộc. Đầu đời Gia Long lấy lại tên cũ là Phúc Lộc. Năm Minh Mạng thứ 3 (1822) đổi làm huyện Phúc Thọ, từ năm 1831 thuộc tỉnh Sơn Tây.
Ngày 21 tháng 4 năm 1965, Sơn Tây sáp nhập với Hà Đông, Phúc Thọ thuộc tỉnh Hà Tây.
Ngày 27 tháng 12 năm 1975, Hà Tây sáp nhập với Hòa Bình, Phúc Thọ thuộc tỉnh Hà Sơn Bình, gồm 17 xã: Cẩm Đình, Hát Môn, Long Xuyên, Ngọc Tảo, Phúc Hòa, Phụng Thượng, Phương Độ, Sen Chiểu, Tam Thuấn, Thanh Đa, Thọ Lộc, Thượng Cốc, Vân Hà, Vân Nam, Vân Phúc, Võng Xuyên và Xuân Phú.
Ngày 29 tháng 12 năm 1978, Phúc Thọ được sáp nhập về Hà Nội .
Ngày 17 tháng 2 năm 1979, sáp nhập thêm 3 xã của huyện Quốc Oai là Tam Hiệp, Hiệp Thuận và Liên Hiệp nâng tổng số xã lên 20.
Ngày 2 tháng 6 năm 1982, chuyển 2 xã Tích Giang và Trạch Mỹ Lộc của huyện Ba Vì về huyện Phúc Thọ quản lý, tổng cộng là 22 xã.
Ngày 12 tháng 8 năm 1991, huyện Phúc Thọ lại chuyển về thuộc tỉnh Hà Tây .
Ngày 29 tháng 8 năm 1994, thành lập thị trấn Phúc Thọ trên cơ sở điều chỉnh một phần diện tích tự nhiên và nhân khẩu của hai xã Phúc Hòa và Thọ Lộc. Tổng số đơn vị trực thuộc là 23.
Ngày 1 tháng 8 năm 2008, tỉnh Hà Tây sáp nhập vào thành phố Hà Nội, huyện Phúc Thọ lại trực thuộc thành phố Hà Nội cho đến nay.
Ngày 1 tháng 3 năm 2020, sáp nhập xã Sen Chiểu và xã Phương Độ thành xã Sen Phương; sáp nhập xã Xuân Phú và xã Cẩm Đình thành xã Xuân Đình.
Ngày 1 tháng 1 năm 2025, sáp nhập xã Thọ Lộc và xã Tích Giang thành xã Tích Lộc; sáp nhập xã Thượng Cốc và Long Xuyên thành xã Long Thượng; sáp nhập xã Vân Hà và xã Vân Nam thành xã Nam Hà.
Huyện Phúc Thọ có 1 thị trấn và 17 xã như hiện nay.

## Hành chính
Huyện Phúc Thọ hiện có 18 đơn vị hành chính cấp xã , bao gồm 01 thị trấn Phúc Thọ (huyện lỵ) và 17 xã: Hát Môn, Hiệp Thuận, Liên Hiệp, Long Thượng, Nam Hà, Ngọc Tảo, Phúc Hòa, Phụng Thượng, Sen Phương, Tam Hiệp, Tam Thuấn, Thanh Đa, Tích Lộc, Trạch Mỹ Lộc, Vân Phúc, Võng Xuyên, Xuân Đình.

## Kinh tế
Theo Phê duyệt Quy hoạch chung xây dựng huyện Phúc Thọ, tỷ lệ 1/10.000  của Hà Nội, huyện được xác định là vùng sinh thái xanh với nông nghiệp là chủ yếu.
Trên địa bàn Phúc Thọ nổi tiếng với sản phẩm Bưởi Tam Vân ở 2 xã Nam Hà, Vân Phúc; dâu tằm ở xã Hiệp Thuận và táo ở xã Tam Thuấn. Tất cả đều nằm ở vùng bãi bồi cửa sông Đáy.
Quy hoạch cũng gồm một số khu công nghiệp làng nghề như May Tam Hiệp, KCN Nam Phúc Thọ
Một số làng nghề khác như Mộc Long Thượng, Tủ bếp Hát Môn, Bột sắn Liên Hiệp, Hoa cây cảnh ở Tích Giang...

## Văn hóa
Đến tháng 6/2015, toàn huyện có 194 di tích lịch sử - văn hóa, gồm: 78 chùa; 59 đình; 34 đền, miếu, quán, phủ; 21 nhà thờ họ, công giáo và 02 di tích Cách mạng và lưu niệm sự kiện. 
Di tích quốc gia đặc biệt: Đền Hát Môn (xã Hát Môn), Đình Tường Phiêu (xã Tích Lộc), Đình Hạ Hiệp (xã Liên Hiệp)
Di sản văn hóa phi vật thể quốc gia: Lễ hội truyền thống đền Hát Môn 6/3 âm lịch gắn liền với Cửa Hát Môn nơi Hai Bà Trưng mở hội thề và tuẫn tiết.

## Danh nhân
Hai Bà Trưng: vua Việt Nam, chống quân xâm lược Đông Hán.
Lê Hiến Mai: Bộ trưởng Bộ Nội vụ, Thiếu tướng đợt đầu tiên năm 1948. Quê Trạch Mỹ Lộc.
Khuất Duy Tiến: nhà cách mạng, Đại biểu Quốc hội khóa I, nguyên Phó Bí thư Thành ủy Hà Nội, Phó Chủ tịch UBTP Hà Nội. Quê Trạch Mỹ Lộc.
Đào Văn Bình: Đại biểu Quốc hội khoá XIII, Phó Chủ tịch Ủy ban Trung ương Mặt trận Tổ quốc Việt Nam. Quê Tam Hiệp.
Nguyễn Ngọc Ngạn: Nhà văn, người dẫn chương trình Canada gốc Việt, MC của chương trình Paris By Night của trung tâm Thúy Nga.
Trần Hiếu: ca sĩ, Nghệ sĩ nhân dân. Quê Tam Hiệp.
Trần Tiến: nhạc sĩ nổi tiếng, tác giả các bài hát Sao em nỡ vội lấy chồng, Sắc màu, Vết chân tròn trên cát... Quê Tam Hiệp.
Đoàn Thúy Trang: quán quân Sao Mai điểm hẹn 2011, nổi tiếng với ca khúc Tình yêu màu nắng.
Khuất Văn Khang: cầu thủ CLB bóng đá Viettel, tuyển thủ ĐTQG Việt Nam.

## Giao thông
- Đường bộ có quốc lộ 32 (tên cũ là QL.11A, đổi tên năm 1976) chạy dọc phía nam huyện, từ Hà Nội qua thị trấn Phúc Thọ lên Sơn Tây. Ngoài ra còn tỉnh lộ 82 và 421.
- Đường thủy chỉ có sông Hồng vì đoạn đầu nguồn sông Đáy nay đã không còn.
- Các tuyến xe buýt có: 20A (Cầu Giấy - Bến xe Sơn Tây), 20B (Nhổn - Bến xe Sơn Tây), 67 (Phùng - Kim Sơn (Sơn Tây)), 89 (Bến xe Yên Nghĩa - Thạch Thất - Bến xe Sơn Tây), 92 (Nhổn - Phú Sơn (Ba Vì)), 117 (Hòa Lạc - Nhổn), 157 (Bến xe Mỹ Đình - Bến xe Sơn Tây).

## Làng nghề
Phúc Thọ có khá nhiều ngành nghề tiểu thủ công nghiệp. Toàn huyện có 54 thôn, xóm và cụm dân cư có nghề trong đó có 7 làng nghề đã được cấp bằng công nhận gồm 3 làng nghề thuộc nhóm chế biến lương thực, thực phẩm và nông sản; 2 làng nhóm dệt may; nhóm hoa, sinh vật cảnh và mộc mỗi nhóm 1 làng. Riêng 3 làng nghề là làm bột sắn Hạ Hiệp, Hiếu Hiệp và dệt thảm thôn Đông hoạt động kém hiệu quả có nguy cơ mai một. Các làng nghề, làng nghề truyền thống và làng có nghề như:
- Làng nghề may Thượng Hiệp (Tam Hiệp)
- Nghề mộc thôn Đường Hồng (Thanh Đa)
- Làng nghề làm bột sắn Hiếu Hiệp (Liên Hiệp)
- Nghề mộc, may thôn Hiệp Thuận (Hiệp Thuận
- Nghề đồng nát Bảo Lộc (Võng Xuyên
- Nghề mộc thôn Tăng Non (Thanh Đa)
- Làng hoa cây cảnh Cung Sơn (Tích Lộc)
- Làng nghề may Hiệp Cát (Tam Hiệp)
- Nghề nuôi rắn thôn Tây (Phụng Thượng)
- Nghề mộc thôn Đường Hồng (Thanh Đa)
- Nghề may mặc thôn Táo (Tam Thuấn)
- Làng nghề mộc Triệu Xuyên (Long Thượng)
- Giết mổ gia súc Kỳ Úc (thị trấn Phúc Thọ)
- Làng may, cà dầm tương Hòa Thôn (Tam Hiệp)
- Làng nghề dệt thảm, rắn thôn Đông (Phụng Thượng)
- Nghề mộc thôn Phú Đa (Thanh Đa)
- Làng hoa cây cảnh Tường Phiêu (Tích Lộc)
- Làng nghề may Mỹ Giang (Tam Hiệp)
- Làng nghề làm bột sắn Hạ Hiệp (Liên Hiệp)
- Nghề mộc thôn Vĩnh Lộc (Nam Hà)
- Nghề mộc thôn Thanh Mạc (Thanh Đa)
- Làng bún, đậu Linh Chiểu (Sen Phương)
- Làng nghề mộc, tủ bếp Hát Môn (Hát Môn)
- Làng nghề mộc Tế Giáp (Thanh Đa)
- Nghề làm tương ở Long Thượng
- Làng nghề may Đại Điền (Tam Hiệp)
- Làng nghề mộc Phú An (Thanh Đa)